# 観音林バイパス
観音林バイパス（かんのんばやしバイパス）は、岩手県九戸郡軽米町を通る国道340号および国道395号のバイパス道路である。

## 概要
軽米町観音林地区における幅員狭小箇所解消のため1993年に開通。旧ルートより南側を通っている。

### 路線データ
- 起点：軽米町晴山字山内通
- 終点：軽米町晴山字高清水

## 地理

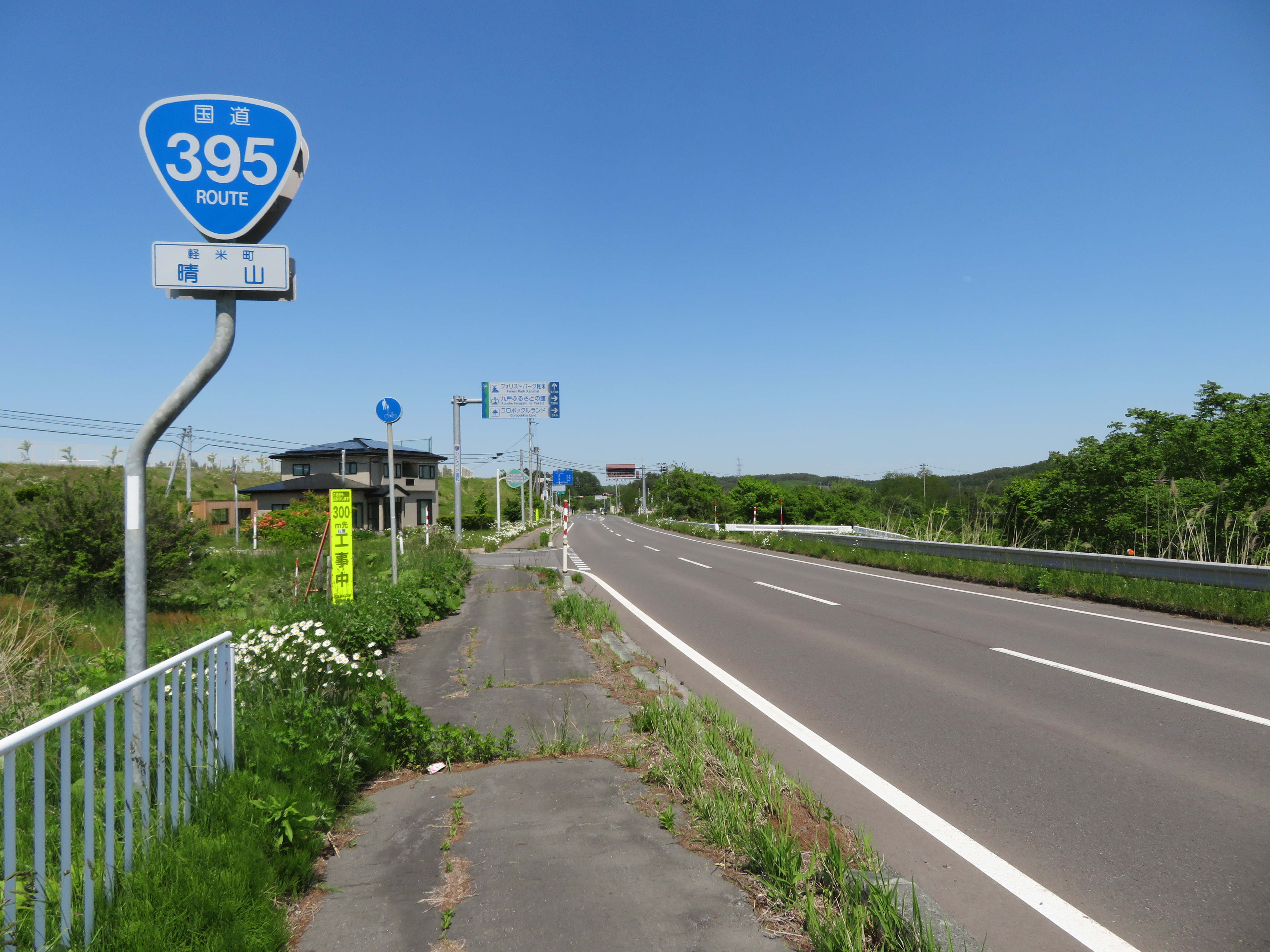
岩手県九戸郡軽米町晴山第23地割付近

### 通過する自治体
- 岩手県
  - 九戸郡軽米町

### 交差する道路
- 国道340号九戸方面（軽米町晴山字沼）